# 부굴마
부굴마(러시아어: Бугульма, 타타르어: Бөгелмә/Bögelmä)는 러시아 타타르 공화국 남동부에 위치한 도시로, 인구는 93,014명(2002년 기준)이다. 1736년 건설되었고 1781년 시로 승격되었다.